# Libero
Libero (italienisch freier Mann; weiblich auch Libera) bezeichnet eine defensive Spielerposition im Fußball, Hockey und Volleyball.

## Fußball
Im Fußball ist der Libero ein Verteidigungsspieler ohne direkten Gegenspieler. Er spielt zur Absicherung hinter einem Vorstopper (im 4-3-3- oder 3-4-3-System der 1970er) bzw. zwei zentralen Manndeckern (im 3-5-2 oder 5-3-2 der 1990er-Jahre) sowie zwei Außenverteidigern. Aufgrund des fehlenden direkten Gegenspielers kann er sich auch in das Angriffsspiel einschalten. Besonders mit dem Begriff des Liberos verknüpft ist Franz Beckenbauer, der die Position durch seine offensive Spielweise neu interpretierte. Historisch gesehen hat sich die Position aus der des Mittelläufers entwickelt. Gut sichtbar wird dies durch die Rückennummern: Traditionell trug ein Libero bis in die 1990er-Jahre hinein die Nr. 5, welche in der Nummerierung der Spieler des WM-Systems dem Mittelläufer zugeordnet war. Erstmals eingesetzt wurde er in Karl Rappans Schweizer Riegel.
Die englische Entsprechung des Liberos ist der Sweeper, deutsch ungefähr „Ausputzer“, eine Bezeichnung, die in den 1960er-Jahren auch in Deutschland für den zunächst rein defensiven Libero verwendet wurde.
In den heutigen Spielsystemen wird auf die Position des Liberos verzichtet und stattdessen zumeist mit einer Viererabwehrkette gespielt, wodurch aber auch die Anforderungen an den Torhüter, beispielsweise was die technischen Fertigkeiten und das Stellungsspiel betrifft, gewachsen sind. Mitspielende Torhüter wie Edwin van der Sar, Jens Lehmann oder Manuel Neuer übernehmen gemeinsam mit den defensiven Mittelfeldspielern die Aufgaben des Liberos.
Wieder ins Zentrum internationaler Aufmerksamkeit kam die Position des Liberos durch den Gewinn des Europameistertitels durch Griechenland im Jahr 2004. Der Trainer der Griechen, der Deutsche Otto Rehhagel, schulte seine Mannschaft im alten System der 1970er und frühen 1980er Jahre und führte damit einhergehend die Position des Liberos hinter einer Viererkette in der Abwehr ein. Traianos Dellas übernahm diese Position und spielte auf ihr in allen Partien der Europameisterschaft. Die Anwendung dieser von vielen Experten als „antiquiert“ betrachteten taktischen Spielweise wird als ein wesentlicher Baustein des Erfolges der Griechen angesehen, da viele Spieler anderer Nationen noch nie in ihrer Karriere gegen eine Abwehrreihe mit Libero gespielt hatten.
Im Jugendfußball und in den untersten Spielklassen findet diese Taktik noch Anwendung, vor allem, weil sie im Vergleich zu einer Viererkette bedeutend einfacher zu praktizieren ist und eine gewisse Absicherung mit sich bringt.

## Volleyball
Im Volleyball ist der Libero ein spezialisierter Defensivspieler. Jede Mannschaft darf zwei Liberos aufstellen. Ab acht eingetragenen Spielern dürfen maximal zwei Liberos ernannt werden. Werden mehr als zwölf Spieler auf dem Spielberichtsbogen eingetragen, müssen zwei Liberos benannt werden. Laut aktueller Regelung dürfen beide Liberos im Spiel eingesetzt werden, jedoch nicht gleichzeitig. Für den Libero gelten weiterhin besondere Regeln:
- Die Spielkleidung der Liberos muss sich (zumindest in der Farbe) von den anderen Spielern unterscheiden.
- Ein- und Auswechslungen des Liberos werden nicht als Spielerwechsel gezählt
- Zwischen zwei Austauschaktionen des Liberos muss mindestens ein Spielzug liegen
- Der Wechsel erfolgt in der Libero-Austauschzone seitlich des Feldes, hinter der verlängerten Angriffslinie
- Der Libero darf nur auf den hinteren Positionen eingesetzt werden und darf keinen Aufschlag, Block oder Blockversuch ausführen.
- Angreifen darf der Libero nur, wenn die Aktion nicht oberhalb der Netzkante erfolgt.
- Ein oberes Zuspiel des Liberos aus der Vorderzone („gestellter Ball“) darf von den Mannschaftskameraden nicht zu einem Angriffsschlag oberhalb der Netzkante benutzt werden.

Aus mannschaftstaktischen Gründen wird der Libero oft für den Mittelblocker auf den Hinterfeldpositionen eingetauscht, auch um diesem eine Erholungspause zu verschaffen, kann aber auch für jeden anderen Spieler, falls er auf einer Hinterfeldposition steht, eingetauscht werden.
Die Position des Liberos wurde im Volleyball 1999 eingeführt. Der Name ist eine Entlehnung aus dem Fußball.